# Michael Phelps

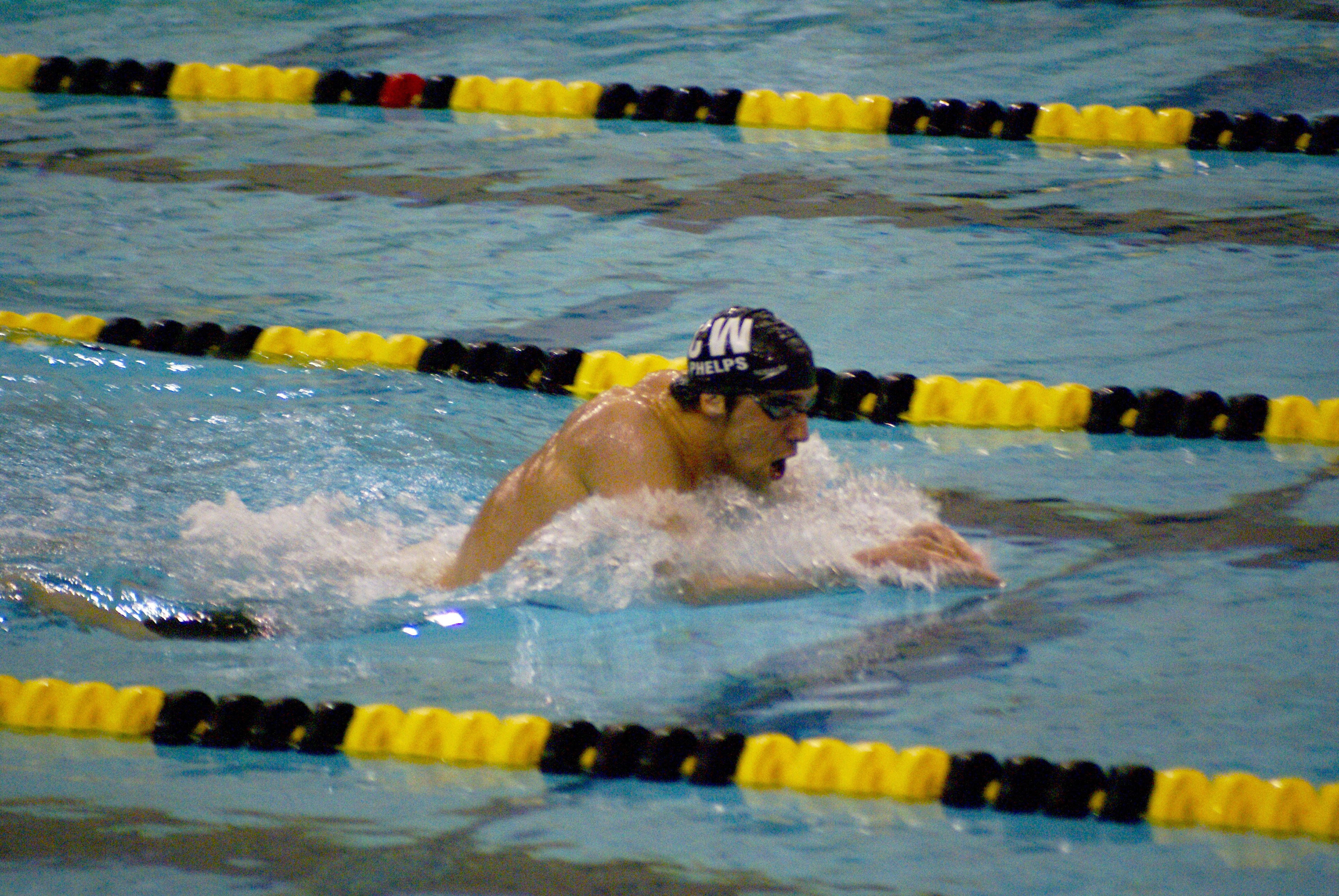
Michael Phelps.

Michael Fred Phelps (30 de juny de 1985 a Baltimore, Maryland) és un nedador estatunidenc que posseeix rècords mundials en diferents proves. Phelps va guanyar vuit medalles (sis d'or, dues de bronze) als Jocs Olímpics d'Estiu 2004 a Atenes, i va igualar el rècord de més medalles a unes Olimpíades, un rècord fixat per Alexander Dityatin el 1980. Els títols internacionals del nedador, juntament amb els seus rècords mundials, han tingut com a resultat ser nomenat Nedador del Món l'Any els anys 2003, 2004, 2006, 2007 i Nedador Americà de l'Any el 2001, 2002, 2003, 2004, 2006 i 2007.
Phelps es va qualificar a vuit proves de natació als Jocs Olímpics d'Estiu de 2008 a Pequín, i va superar el rècord de Mark Spitz de set medalles d'or a unes Olimpíades. El 13 d'agost de 2008, Phelps havia guanyat vuit medalles d'or a Pequín, fixant nous rècords mundials en sis de les vuit proves. El 2008 fou guardonat amb el premi Marca Leyenda.

## Carrera

### Primers anys
Com a jove adolescent, Phelps s'entrenà a North Baltimore Aquatic Club, entrenat per Bob Bowman. A l'edat de quinze anys, Phelps va competir als Jocs Olímpics d'Estiu 2000 a Sydney, sent el nedador americà més jove a uns Jocs Olímpics en 68 anys. No va guanyar cap medalla, va ser cinquè als 200 m. papallona. Cinc mesos després dels Jocs Olímpics de Sydney, Phelps va fixar un nou rècord dels 200 m. papallona, sent, a l'edat de 15 anys i 9 mesos, la persona més jove a fixar un rècord mundial de natació. Després va tornar a fixar un nou rècord dels 200 m. papallona als Campionats Mundials a Fukuoka, Japó (1:54.58). Als Summer Nationals del 2002 a Fort Lauderdale, Phelps va fixar també un nou rècord mundial pels 400 m. lliures individual.
El 2004, Phelps va deixar el North Baltimore Aquatic Club amb Bob Bowman per entrenar-se a la Universitat de Michigan pel Club Wolverine.
| Prova                     | Resultat                          | Temps   |
| ------------------------- | --------------------------------- | ------- |
| 400 m. lliures individual | Medalla d'or, Rècord Mundial      | 4:08.26 |
| 100 m. papallona          | Medalla d'or, Rècord Olímpic      | 51.25   |
| 200 m. estil lliure       | Medalla de bronze, Rècord Americà | 1:45.32 |
| 200 m. papallona          | Medalla d'or, Rècord Olímpic      | 1:54.04 |
| 200 m. lliures individual | Medalla d'or, Rècord Olímpic      | 1:57.14 |
| 4x100 m. estil lliure     | Medalla de bronze                 | 3:14.62 |
| 4x200 m. estil lliure     | Medalla d'or, Rècord Nacional     | 7:07.33 |
| 4x100 m. estil lliure     | Medalla d'or, Rècord Mundial      | 3:30.68 |

### Jocs Olímpics d'estiu del 2004d'Atenes
El domini de Phelps ha fet que fos comparat amb el nedador Mark Spitz, que va guanyar set medalles d'or als Jocs Olímpics d'Estiu 1972, un rècord mundial. Phelps va igualar el rècord de Spitz de quatre medalles d'or en proves individuals. Phelps va tenir l'ocasió de superar el rècord de Spitz de set medalles d'or en total als Jocs Olímpics d'Estiu 2004 competint en vuit esports de natació (5 dels quals eren proves individuals): els 200 m. estil lliure, els 100 m. papallona, els 200 m. papallona, els 200 m. lliures individual, els 400 m. lliures individuals, els 4x100 m. estil lliure relleus, i els relleus 4x100 m. papallona. Malgrat això, el seu equip dels 4x100 m. estil lliure relleus només va guanyar la medalla de bronze, i ell personalment va quedar tercer els 200 m. estil lliure. Però va guanyar vuit medalles en unes Olimpíades, un rècord només igualat pel gimnasta Alexander Dityatin als Jocs Olímpics d'Estiu 1980 a Moscou.
El 14 d'agost de 2004 va guanyar el seu primer or olímpic, els 400 m. lliures individual, fixant un nou rècord mundial (4:08.26). El 16 d'agost va ser guanyat pel nedador Ian Thorpe i l'holandès Pieter van den Hoogenband a la final dels 200 m. estil lliure, anomenada la carrera del segle.
El 20 d'agost de 2004, a la final dels 100 m. papallona, Phelps derrotà l'americà Ian Crocker (que posseeix el rècord mundial en la prova) per només 0,04 segons.